# 胡戈·班尼奧夫
維克托·胡戈·班尼奧夫（英語：Victor Hugo Benioff，1899年9月14日—1968年2月1日），美國地震學家，加州理工學院教授。他最為人所知的是將太平洋中深層地震發生的深度與震央位置關係繪製成圖。

## 生平
班尼奧夫生於洛杉磯，父親是俄羅斯移民，母親是瑞典移民。他在1921年畢業於波莫納學院以後，曾經希望成為天文學家，因此在威尔逊山天文台任職一段時間。之後因為天文學家的作息時間日夜顛倒，所以轉而研究地震學。班尼奧夫於1924年進入加州理工學院地震學實驗室任職，1935年獲得加州理工學院博士學位。
班尼奧夫被認為是設計地震相關測量儀器的天才。他的其中一個最早設計的儀器發表於1932年，即班尼奧夫地震儀。他所設計的許多工具今日被用在世界各地進行地震觀測。和地震儀一樣有名的是記錄地表變動的班尼奧夫應變儀。他最晚期的成就之一就是將舊式班尼奧夫地震儀修改後的新式地震儀，該儀器讓地震學家獲得更多超深層地震的知識。
班尼奧夫注意到在屬於隱沒帶的海溝，距離海溝越遠的地震其震源就越深。他意識到在隱沒帶的震源傾斜分佈指出了這一部份的板塊已經俯衝隱沒到另一板塊之下。而這樣的地震模式即今日所稱的班尼奧夫帶。
在1930年代早期，班尼奧夫也致力於開發電子樂器，由其是電鋼琴、電小提琴和電大提琴。他的晚年生活即致力於開發這類樂器。班尼奧夫曾為美國鋼琴家罗莎琳·图雷克開發樂器超過20年，並且直到去世都為鲍德温钢琴公司研發。
班尼奧夫在加州門多西諾逝世。

## 榮譽
1958年獲選為美国文理科学院院士。

## 延伸閱讀
- Advances in Geophysics (1973) 5:1-52
- Dewey, James; Byerly, Perry. . Bulletin of the Seismological Society of America. 1969, 59 (1): 183–227. （原始内容存档于2011-11-23）.
- 157th. London: A. & C. Black. 2005. ISBN 0-7136-7010-X.

## 外部連結
- USGS Links